# Médoc
Médoc er et fransk vindistrikt i departement Gironde, på vestbredden af æstuariet Gironde, nord for byen Bordeaux.
- Wikimedia Commons har flere filer relateret til Médoc

45°N 1°V / 45°N 1°V